# Agave boscii
Agave geminiflora là một loài thực vật có hoa trong họ Măng tây. Loài này được (Hornem.) ined. mô tả khoa học đầu tiên.

## Hình ảnh

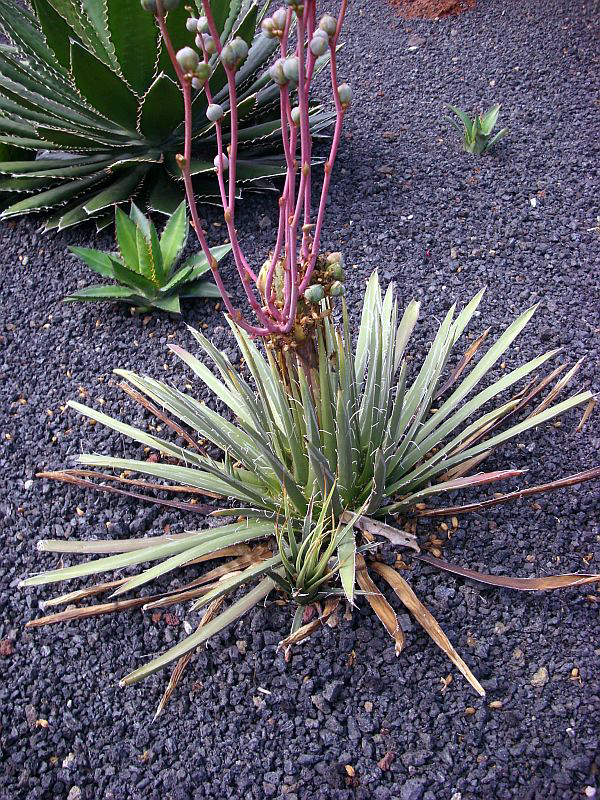